# Xã Lumber, Quận Cameron, Pennsylvania
Xã Lumber (tiếng Anh: Lumber Township) là một xã thuộc quận Cameron, tiểu bang Pennsylvania, Hoa Kỳ. Năm 2010, dân số của xã này là 195 người.